# インシチュリーチング

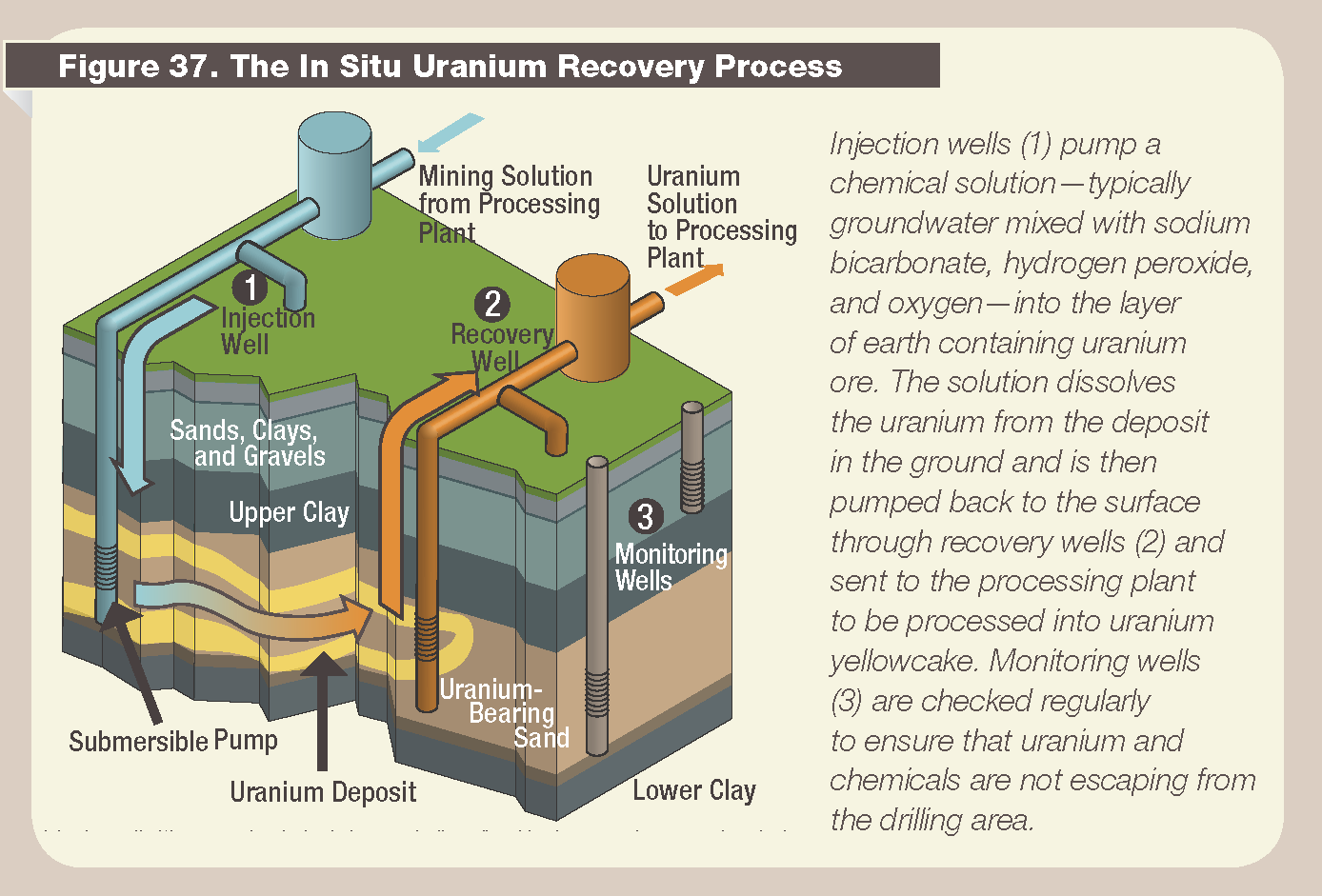
図解

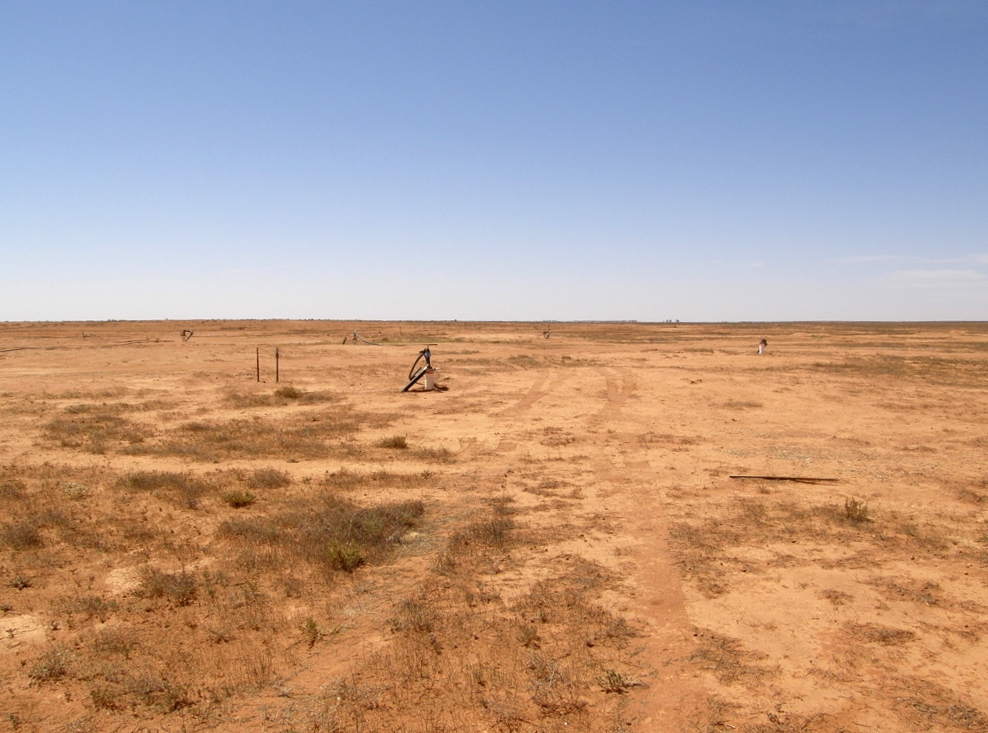
南オーストラリア、ハネムーンのウラン採鉱場

インシチュリーチング法（In situ leach）とは、地上から銅・ウランなどの鉱物を含んだ地層まで酸・アルカリやガス等を送り込み、鉱物が溶けた溶液を汲み上げる採鉱法である。in situは、ラテン語で「その場」の意である。
坑内作業を必要とせず、放射線障害や粉じん・落盤など保安面・経済面等で、きわめて有利になるばかりでなく、低品位かつ軟弱地質でも経済的に採掘可能な方法とされている。使用するには、溶媒に溶けやすい鉱物が鉱床を形成し、都合よく鉱体内のみを流動した溶媒が貴液となり地下水を汚染しないよう全て回収し、作業後には元の地下水と同等レベルまで汚染物質の濃度を下げる等の数々の制約がある。
別名：原位置抽出法、インシチュー・リーチ法、in-situ recovery、solution mining、in place leaching。

## 歴史
銅に関しては、西暦977年（早ければ紀元前177年）に中国で行われた。
ウランの採掘では1990年代から急速に拡大し、2012年には世界の採掘されたウランの45％を占める。
金については、1970年代にアメリカで試験されたが、テルリドが混ざったものになってしまい上手くいかなかったため中止された。

## 環境問題
地下水汚染が問題視されており、アメリカなどでは法律で規定されている。鉱物回収後は、還元液を注入するなどの作業を行い以前の地下水と同様のレベルまで汚染物質濃度を低下させなければならない。